# Tony Renis
Tony Renis, pseudonimo di Elio Cesari (Milano, 13 maggio 1938), è un cantante, compositore, produttore discografico e attore italiano.

## Biografia
Figlio del pittore Orfelio Cesari (1912-2008), conosciuto anche come autore con lo pseudonimo Orfelius, e della modista Jone Castagnoli (1905-2005), ha una sorella minore, Fernanda. Dopo i primi esordi, ancora fanciullo, sul palcoscenico del teatro parrocchiale di San Lorenzo alle colonne con i fratelli Rino e Giovanni Gionchetta, comincia la vera e propria attività nel mondo musicale a metà degli anni cinquanta, dapprima con il suo nome e in seguito con lo pseudonimo Tony Renis, ricavato unendo i nomi di Guido Reni e Tony Curtis: si esibisce nei locali notturni di Milano e in seguito nei teatri di avanspettacolo del circondario milanese in coppia con Adriano Celentano, suo amico di infanzia, nell'imitazione rispettivamente di Dean Martin e Jerry Lewis. Sempre durante questi anni trascorre le stagioni estive all'Elba, isola che reputa uno dei più bei posti al mondo, esibendosi in imitazioni degli idoli dell'epoca, come Elvis Presley e suonando abitualmente all'Hotel Del Golfo di Procchio. Nel 1958, ottenuto un contratto con la Combo Record, casa discografica di proprietà di Gorni Kramer, pubblica i suoi primi 45 giri, con cover di successi italiani e statunitensi. Nel 1959, passato a La voce del padrone, esordisce come cantautore vincendo la Sei giorni della canzone, interpretando Tenerezza, brano che alcuni anni dopo verrà ripreso, con maggior successo commerciale, da Gianni Morandi. Nel 1960 partecipa al Festival Adriatico della Canzone con il brano Non dire I cry, con testo di Mogol.
Nel 1961 esordisce al Festival di Sanremo con Pozzanghere (con un testo scritto da suo padre), ma non viene ammesso in finale. Nello stesso anno partecipa allo Zecchino d'Oro con il brano Piccolo indiano da lui composto su testo di Mogol. L'anno successivo si ripresenta al Festival con Quando quando quando, canzone nata dalla collaborazione con Alberto Testa, autore del testo: la canzone non vince, ma arriva prima in classifica per dieci settimane in Italia e nona in Germania e fa il giro del mondo e viene reincisa in centinaia di versioni da interpreti di varie nazionalità. L'enorme successo commerciale e artistico di Quando quando quando risarcisce ampiamente Tony Renis dalla sconfitta di Sanremo, sconfitta da cui avrà comunque modo di rifarsi vincendo nel 1963 la gara televisiva di Canzonissima con Quando quando quando e il Festival con il brano Uno per tutte.
Nel 1964, nonostante stia facendo il servizio militare nei paracadutisti, partecipa ancora al Festival di Sanremo con la canzone I sorrisi di sera in coppia con Frankie Avalon. Nello stesso anno partecipa al programma televisivo di varietà "Za-bum" e realizza il 45 giri Cara fatina/Lettera a Pinocchio per la CDI, lavorando con Quincy Jones come arrangiatore e Phil Ramone come tecnico del suono; il disco viene inciso in sette lingue (italiano, inglese, francese, spagnolo, tedesco, svedese e giapponese) e pubblicato in molte nazioni. Il 1966 è l'anno di Nessun'altra che te e del nuovo contratto con la casa discografica RCA Italiana. Questi anni, dal 1966 al 1972, lo vedono protagonista nel jet set internazionale: Montecarlo, Saint Moritz, Parigi, Londra e Hollywood.
Il 1967 è l'anno di Quando dico che ti amo: la canzone, che arriverà seconda, al Festival di Sanremo, viene presentata dall'esordiente Annarita Spinaci in coppia con il gruppo Les Surfs. Di qui, grazie anche al rilancio da parte della sua nuova casa discografica, riparte una nuova serie di successi: dalla stessa Quando dico che ti amo che anche lui incide, a Non mi dire mai goodbye, presentata a Un disco per l'estate, da Frin frin frin a L'aereo parte, entrambe sigle televisive, da Il posto mio (Sanremo 1968, in coppia con Domenico Modugno) a Canzone blu (Sanremo 1970).
Tuttavia, il suo desiderio è quello di proporre a Mina, sua amica dai tempi degli esordi, un brano che da tempo custodisce nel cassetto, ma che è sicuro di poter trasformare in un successo internazionale se interpretato dalla voce giusta: il brano è Grande grande grande, e Mina ne farà uno dei più grandi successi della sua carriera. All'estero, con il titolo Never never never, verrà interpretato da Shirley Bassey e, dopo molti anni, ripreso anche da Céline Dion in duetto con Luciano Pavarotti, con il titolo I hate you then I love you. Nel 1970 è il cameriere Leopoldo Brandmayer ne Al cavallino bianco per il Teatro Verdi (Trieste) con Aldo Fabrizi e Sandro Massimini nel Teatro Stabile Politeama Rossetti.

All'inizio degli anni settanta Tony si trasferisce negli Stati Uniti d'America, prima a New York e poi a Los Angeles, dove ritrova Quincy Jones e conosce tra gli altri Stevie Wonder e Frank Sinatra. Nel 1978 la casa discografica Warner Bros. gli propone di cavalcare l'onda della disco music ed esce Disco Quando, reincisione con un nuovo arrangiamento del suo cavallo di battaglia Quando quando quando. Nel frattempo, durante la sua permanenza negli Stati Uniti, si esibisce a Las Vegas come cantante, diventa produttore discografico e scrive colonne sonore, diventando uno degli italiani più famosi degli USA (verrà soprannominato "Mister Quando Quando Quando"). Frequenta Gregory Peck, Charlton Heston, Kirk Douglas e conosce personalmente Ronald Reagan e la moglie Nancy, scrive e produce canzoni per Diana Ross, Julio Iglesias, Lionel Richie e lancia Nikka Costa, la bambina-prodigio figlia del celebre direttore d'orchestra Don Costa, riuscendo a portarla al numero uno delle classifiche italiane e internazionali.

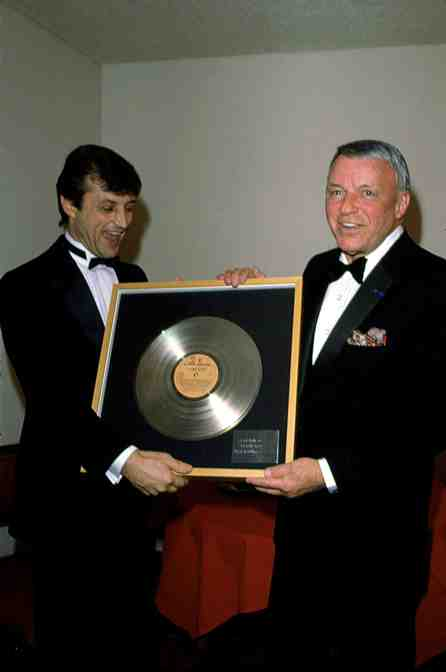
Tony Renis e Frank Sinatra negli anni ottanta

Nel 1988 scrive con Massimo Guantini Milan Milan, inno ufficiale del Milan, squadra di cui è tifoso. Nel 1992 sposa Elettra Morini, Prima ballerina étoile del Teatro alla Scala, con matrimonio celebrato a Milano. Nel febbraio 1999 vince il Golden Globe e ottiene una candidatura all'Oscar con The Prayer dal cartone animato Quest for Camelot (La spada magica) cantata da Céline Dion e Andrea Bocelli. Nel 2000 in occasione del 50º anniversario del Festival della canzone italiana gli viene conferito il Premio Speciale alla Carriera - San Remo 2000, tributo per il suo impegno nel far conoscere la musica italiana nel mondo. Nello stesso anno è Mercurio in Adriana Lecouvreur con Fiorenza Cedolins diretto da Daniel Oren e la regia di Mauro Bolognini al Teatro Verdi di Trieste. Il 2001 è l'anno della miniserie televisiva Cuore prodotta da Canale 5 per la quale scrive con Massimo Guantini la canzone dei titoli di coda Se la gente usasse Il cuore, con la quale nel 2002 riceve il premio Telegatto. Il 2002 è l'anno dei riconoscimenti internazionali: il Ministero per gli affari esteri nomina infatti Tony Renis Ambasciatore della Canzone Italiana nel Mondo, ennesimo riconoscimento al talento e al lavoro svolto come rappresentante della musica italiana all'estero. Dopo quel riconoscimento l'Accademia Europea per le Relazioni Economiche e Culturali lo insignisce del titolo di Accademico della Musica Italiana e l'Accademia Pontificia Tiberina lo nomina Accademico tiberino.

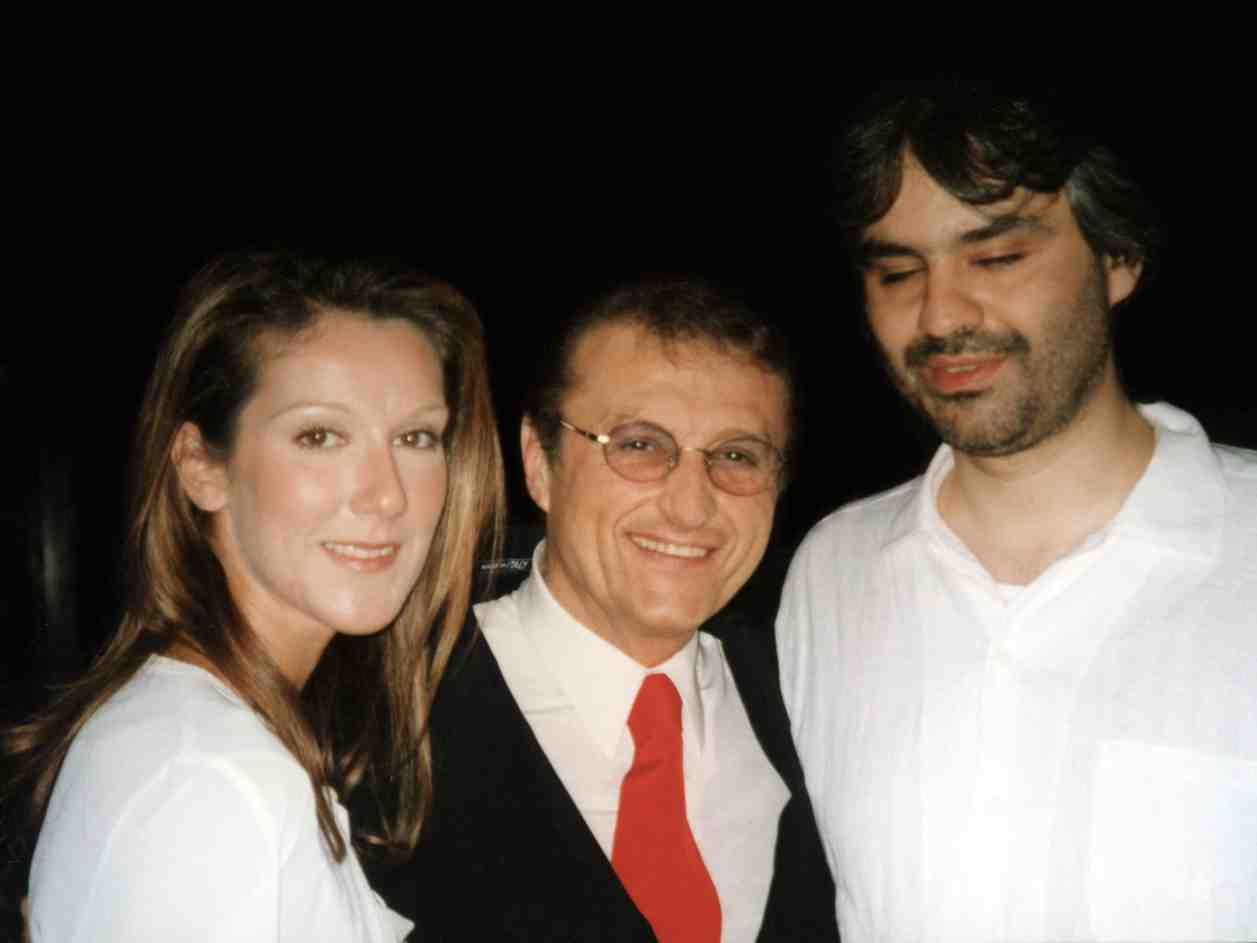
Tony Renis con Céline Dion e Andrea Bocelli nel 2004

Nel 2004 la Rai (Radio Televisione Italiana) lo nomina direttore artistico della 54ª edizione del Festival della canzone italiana di Sanremo. Terminata l'esperienza sanremese, Tony torna alla composizione e realizza il tema della pellicola Christmas in Love, componendo la canzone Merry Christmas in Love, premiata nel 2005 con il David di Donatello, la Grolla d'oro, il premio Saint-Vincent per il cinema e il Globo d'oro, il premio cinematografico della stampa estera in Italia. Dopo aver ricevuto sempre nel 2005 il Premio alla carriera Federico Fellini al Festival del Cinema di Roma, Tony torna negli USA. L'Hollywood Foreign Press Association gli riconosce una candidatura al premio Golden Globe nella categoria miglior canzone originale, per il brano Merry Christmas in Love.
Nel 2006 realizza un progetto che inseguiva da molti anni: Amore, realizzato e coprodotto con David Foster e Humberto Gatica e interpretato da Andrea Bocelli. Amore diventa in breve tempo un grande successo internazionale in cui spiccano le partecipazioni di Stevie Wonder e Christina Aguilera. L'oramai costante presenza di Tony a fianco di Andrea Bocelli prosegue nel 2007: sempre con David Foster e Humberto Gatica, produce 5 brani del cd The Best of Vivere. Nel 2016 gli è stato attribuito alla Camera dei deputati il Premio America della Fondazione Italia USA.

## Discografia parziale

### Album in studio
- 1968 - Tony Renis (RCA Italiana, PSL 10435)
- 1974 - Graffiti (EMI Italiana, 3C 048-51500
- 1976 - Tony Renis (RCA Italiana, TCL 1-1078)

#### Album in studio pubblicati fuori dall'Italia
- 1964 - Tony Renis (EMI, CLP 1754; pubblicato in Gran Bretagna)
- 1969 - Chin-chin quechiquitin (RCA Victor, MIL/S 4051; pubblicato in Messico)

### Singoli
- 1958 - Come prima/Ti dirò (Combo Record, 5057; con i Combos)
- 1958 - Prendi quella stella/Tipitipitipso (Combo Record, 5058; con i Combos)
- 1958 - Magic Moments/Oggi o mai più (Combo Record, 5091; con i Combos)
- 1958 - Clopin clopant/Tutto è diverso (Combo Record, 5092; con i Combos)
- 1958 - Prendi quella stella/Ti dirò (Combo Record, 5093; con i Combos)
- 1959 - Nessuno al mondo/Addio Maria (La voce del padrone, 7MQ 1224)
- 1959 - Morir d'amor/Ti prego, amore (La voce del padrone, 7MQ 1229)
- 1959 - Romanzo d'amore (The Story of My Love)/Io devo! (La voce del padrone, 7MQ 1271)
- 1960 - Tenerezza/Cuore in blue jeans (La voce del padrone, 7MQ 1379)
- 1960 - Tenerezza/Non dire "I cry" (La voce del padrone, 7MQ 1471)
- 1961 - Pozzanghere/Lei (La voce del padrone, 7MQ 1525)
- 1961 - Dedica/Anch'io (La voce del padrone, 7MQ 1578)
- 1961 - Piccolo indiano/15 anni (La voce del padrone, 7MQ 1657)
- 1962 - Quando quando quando/Blu (La voce del padrone, 7MQ 1689)
- 1962 - Tango per favore/Amor amor amor (La voce del padrone, 7MQ 1708)
- 1963 - Perché perché/Gli innamorati sono angeli (La voce del padrone, 7MQ 1776)
- 1963 - Uno per tutte/Le ciliege (La voce del padrone, 7MQ 1777)
- 1963 - Bikini e tamuré/Un ragazzino (La voce del padrone, 7MQ 1819)
- 1963 - Le ciliegie/Gli innamorati sono angeli (La voce del padrone, 7MQ 1823)
- 1963 - Ti guardero nel cuore/Otto e mezzo (La voce del padrone, 7MQ 1846)
- 1964 - Sorrisi di sera/Ti chiedo scusa (La voce del padrone, MQ 1867)
- 1964 - Non sei mariu' stasera/Baciamoci signorina (La voce del padrone, MQ 1882)
- 1964 - Amo Milano/Nostalgia di Milano (Oh mamma mia) (La voce del padrone, MQ 1893)
- 1964 - Cara fatina/Lettera a Pinocchio (CDI, 2001; con Quincy Jones)
- 1965 - Nessun'altra che te/Il garofano rosso (RCA Italiana, PM 3318)
- 1966 - Ci sono cose più grandi/La ragazza di Liverpool (RCA Italiana, PM 3364)
- 1967 - Quando dico che ti amo/Mi perderai (RCA Italiana, PM 3389)
- 1967 - Non mi dire mai good bye/Prima di domani (RCA Italiana, PM 3403)
- 1968 - Il posto mio/Che notte sei (RCA Italiana, PM 3439)
- 1968 - Frin frin frin/Cosa non farei (RCA Italiana, PM 3456)
- 1969 - L'aereo parte/Un ragazzo che ti ama (Numero Uno, ZN 50015)
- 1970 - Canzone blu/Dove sei stata Susy (Numero Uno, ZN 50019)
- 1970 - Venere/Amami per favore (Numero Uno, ZN 50034)
- 1972 - Un uomo tra la folla/Grande grande grande (Numero Uno, ZN 50145)
- 1973 – Louisandella/Go Man (RCA Original Cast, il brano sul lato B è cantato da Marva Jan Marrow)
- 1973 – Go Man/Incontro d'amore (RCA Original Cast, il brano sul lato A è cantato da Marva Jan Marrow)
- 1978 - DiscoQuando pt. 1/DiscoQuando pt. 2 (Warner Bros., T 17197)

#### Singoli pubblicati fuori dall'Italia
- 1963 - Uno per tutte/Perché perché (His Master's Voice, 63072; pubblicato in Spagna)
- 1967 - Quando dico che ti amo/Mi perderai (RCA Victor, MA 4073; pubblicato in Libano)
- 1967 - Quando dico che ti amo/Mi perderai (RCA Victor, 3-10202; pubblicato in Spagna)
- 1970 - Cancion azul/Las noches de oro (RCA Victor, 3-10504; pubblicato in Spagna)
- 1971 - Venise va mourir/Anonimo veneziano (CBS, 7606; pubblicato in Francia)
- 1972 - Grande grande grande/Un hombre entre la gente (Hispavox, HS 843; pubblicato in Spagna)

### EP
- 1959 - Ti prego, amore/Elena sono solo/Io cerco te/Romanzo d'amore (La voce del padrone, 7E MQ 124)
- 1962 - Quando quando quando/Tango per favore/Blu/Amor amor amor (La voce del padrone, 7E MQ 239)
- 1963 - Uno per tutte/Le ciliegie/Perché perché/Gli innamorati sono angeli (La voce del padrone, 7E MQ 254)

#### EP pubblicati fuori dall'Italia
- 1962 - Quando quando quando/Blu/Anch'io/Amor amor amor (A voz do dono, 7LEG 6019; pubblicato in Portogallo)
- 1963 - Uno per tutte/Perché perché/Quando, quando, quando/Dancing (Tango per favore) (His Master's Voice, 7EG 8799; pubblicato in Gran Bretagna)
- 1963 - Uno per tutte/Le ciliegie/Perché perché/Gli innamorati sono angeli (His Master's Voice, 7 EGS 271; pubblicato in Svezia)
- 1963 - Uno per tutte/Perché perché/Tango per favore/La tua mano (Cheque Disque, EMF 336; pubblicato in Francia)
- 1964 - Otto e mezzo/Un muchachito/Sorrisi di sera/Ti guarderò nel cuore (A voz do dono, 7LEM 3130; pubblicato in Portogallo)

### Colonne sonore
- 1973 – Blu Gang - E vissero per sempre felici e ammazzati (RCA Original Cast)

### Compilation
- 1980 - Un grande grande grande Tony Renis (RCA Italiana - serie Linea Tre, NL 31078)
- 1989 – Le più belle di Tony Renis (EMI Italiana, 7931031)

## Filmografia
- Io bacio... tu baci, regia di Piero Vivarelli (1961)
- Appuntamento in Riviera, regia di Mario Mattoli (1962)
- Obiettivo ragazze, regia di Mario Mattoli (1963)
- Soldati e caporali, regia di Mario Amendola (1965)
- Ischia operazione amore, regia di Vittorio Sala (1966)
- Gli altri, gli altri... e noi, regia di Maurizio Arena (1967)
- Quando dico che ti amo, regia di Giorgio Bianchi (1967)
- La ragazza del bersagliere, regia di Alessandro Blasetti (1967)
- Non mi dire mai goodbye, regia di Gianfranco Baldanello (1967)
- Per amore... per magia..., regia di Duccio Tessari (1967)
- Totò Ye Ye, regia di Daniele D'Anza (1967)
- Felicita Colombo, regia di Antonello Falqui (1968)
- Il Corsaro Nero, regia di Sergio Sollima (1976)